# Osiedle 1000-lecia (Skierniewice)
Osiedle 1000-lecia – osiedle mieszkaniowe położone w centrum Skierniewic.

## Charakter osiedla
Osiedle charakteryzuje się zabudową bloków czteropiętrowych zbudowanych w latach siedemdziesiątych XX wieku. Na osiedlu znajdują się również domy jednorodzinne w większości położone we wschodniej części. 

## Komunikacja
Osiedle posiada połączenia autobusowe Miejskich Zakładów Komunikacji w Skierniewicach: linie nr 6, 7, 10. Dodatkowo znajduje się przystanek autobusowy PKS Skierniewice przy ul. Kopernika.